# براندون هاردين
براندون هاردين (بالإنجليزية: Brandon Hardin)‏ هو لاعب كرة قدم أمريكية أمريكي، ولد في 30 أكتوبر 1989 في Kealakekua, Hawaii ‏ في الولايات المتحدة.

## وصلات خارجية
- براندون هاردين على موقع إي إس بي إن.كوم (أن.أف.أل)3
- براندون هاردين على موقع مرجع كرة القدم المحترفة.كوم (الإنجليزية)